# Список структур даних
Нижче наведено список структур даних.

## Базові структури даних
| Загальний тип                                | Специфічні типи                                                                                             |
| -------------------------------------------- | --- |
| примітивні тип даних                         | - int - char                                                                                                |
| Запис (програмування) або складні типи даних | - Рядок - Дійсне подвійної точності - Дійсне - Об'єднання, Варіант - Мічене об'єднання - Буфер з проміжками |

## Лінійні структури даних
| Загальний тип                         | Специфічний тип |
| ------------------------------------- | --- |
| Список (або вектор або послідовність) | - Масив - Масив біт (або Бітова мапа) - Цифрове зображення - Поле висот - Динамічний масив - Паралельний масив - Розріджений масив - Матриця - Розріджена матриця - Бітова дошка |
| Список (або вектор або послідовність) | - Зв'язаний список - Розгорнутий зв'язний список - XOR-зв'язний список - Двобічно зв'язаний список                                                                               |
| Список (або вектор або послідовність) | - V-Список |
| Список (або вектор або послідовність) | - Лінія - Стек - Черга - Черга з пріоритетами - Дек - Циклічний буфер |
| Асоціативний масив (або словник)      | - Хеш-таблиця |
| Асоціативний масив (або словник)      | - Автобалансоване бінарне дерево пошуку |
| Асоціативний масив (або словник)      | - Список з пропусками |

## Нелінійні структури даних
| Загальний тип            | Специфічний тип |
| ------------------------ | --- |
| Структури Граф           | - Список ребер - Матриця ребер - Система неперетинних множин - Граф зі стеків - Граф сцени - Фрейм даних - База даних |
| Дерево (структура даних) | - M-арне дерево - B-дерево - 2-3-4 дерево - B+ дерево - B*-дерево - UB-дерево - R-дерево - R+ дерево - R* дерево |
| Дерево (структура даних) | - Бінарне дерево - Бінарна купа - Бінарне дерево пошуку - Автобалансоване бінарне дерево пошуку - АВЛ-дерево - Червоно-чорне дерево - AA дерево - Дерево зі штрафами - Скошене дерево - Дерево вершин - Інтервальне дерево - Зважене дерево (окрім значення, кожна вершина має пріоритет) - Мотузка (англ. Rope) |
| Дерево (структура даних) | - Родина Дерево префіксів - Дерево залишків - дерево ван Емде Боаса - Суфіксне дерево - Направлений Ациклічний Граф Слів (DAWG) |
| Дерево (структура даних) | - Купа (структура даних) - Бінарна купа - Біноміальна купа - Фібоначчієва купа - 2-3 купа - Слабка купа - Парна купа - Лівацьке дерево (зазвичай, ліве піддерево більше за праве) - Дерево вершин - Бікупа - Скошена купа                                                                                        |
| Дерево (структура даних) | - Дерево синтаксичного аналізу |
| Дерево (структура даних) | - Розбиття простору - BSP дерево - Kd-дерево - Kdb-дерево - Квадрадерево - Октадерево |

## Порівняння
Нижче наведено можливу класифікацію структур даних за їхніми характеристиками:
| Структура             | Впорядкованість | Унікальність | Комірок на вузол |
| --------------------- | --------------- | ------------ | ---------------- |
| Сумка (мультимножина) | ні              | ні           | 1                |
| Множина               | ні              | так          | 1                |
| Список                | так             | ні           | 1                |
| Словник               | ні              | так          | 2                |

Тут, "впорядкованість" не значить сортування, а лише те, що вхідний порядок зберігається. Іннші структури даних, такі як зв'язний список та стек не можна характеризувати у такій спосіб, оскільки існують операції специфічні лише для них.